# Oxford United Football Club
Cet article concerne l'équipe de troisième division anglaise. Pour son rival évoluant en sixième division, voir Oxford City Football Club.
Maillots
Actualités
L'Oxford United Football Club est un club anglais de football basé à Oxford. Le club évolue pour la saison 2024-2025 en EFL Championship (Deuxième division anglaise).
Ce club ne doit pas être confondu avec l'Oxford United, fondé durant les années 1910, et qui périclite peu après.
Le club évolue pendant trois saisons en Premier League (appelée à l'époque First Division), de 1985 à 1988.

## Repères historiques

Évolution du classement du club depuis 1962.

Le club est fondé en 1893 sous le nom de Headington FC, et est renommé Headington United en 1894. Il devient professionnel en 1949.
En 1960, il est renommé Oxford United FC, et rejoint la League (quatrième division) en 1962, puis la Football League Seconde Division en 1968.
En 1983, le milliardaire Robert Maxwell tente de fusionner les clubs d'Oxford et de Reading Football Club pour les faire jouer à Didcot, petite ville située à mi-chemin des deux autres, sous le nom de Thames Valley Royals. S'ensuivent diverses manifestations des supporters, dont un sit-in de 2 000 fans sur la pelouse d'Oxford. Un putsch des petits actionnaires de Reading fait capoter l'affaire.
De 1985 à 1987 le club est en Football League First Division, avant 18 ans de dégringolade dans les classements. Oxford est relégué en 2006 en Football Conference.
En 2010, le club remonte en League, puis en EFL League One (troisième division anglaise) en 2016. En 2024, le club remonte en EFL Championship pour la première fois.

## Palmarès
- Championnat d'Angleterre de deuxième division
  - Champion : 1985

- Championnat d'Angleterre de troisième division
  - Champion : 1968, 1984
  - Vice-champion : 1996

- Southern League
  - Champion : 1953, 1961, 1962
  - Vice-champion : 1954, 1960

- Southern League Cup
  - Vainqueur : 1953, 1954

- Conference National (cinquième division)
  - Vainqueur des Playoffs : 2010

- Coupe de la Ligue anglaise
  - Vainqueur : 1986

## Identité du club

### Logos

Logo entre 2001 et 2015
Logo entre 2015 et 2018
Logo depuis 2018

## Entraîneurs
- 1969 :  Ron Saunders
- 1993-1997 :  Denis Smith
- 2000 :  Denis Smith
- 2016 :  Michael Appleton

## Effectif actuel
Au 5/08/2025
| N° | Nat.                                                  | Poste | Nom du joueur                   |
| -- | ----------------------------------------------------- | ----- | ------------------------------- |
| 1  | Drapeau de l'Angleterre                               | G     | Jamie Cumming                   |
| 2  | Drapeau de l'Angleterre                               | D     | Sam Long                        |
| 3  | Drapeau de l'Irlande du Nord (drapeau du Royaume-Uni) | D     | Ciaron Brown                    |
| 4  | Drapeau du pays de Galles                             | M     | Will Vaulks                     |
| 5  | Drapeau de l'Angleterre                               | D     | Elliott Moore ()                |
| 6  | Drapeau de la Pologne                                 | D     | Michał Helik                    |
| 7  | Drapeau de la Pologne                                 | A     | Przemysław Płacheta             |
| 8  | Drapeau de l'Angleterre                               | M     | Cameron Brannagan               |
| 9  | Drapeau du pays de Galles                             | A     | Mark Harris                     |
| 10 | Drapeau de l'Écosse                                   | M     | Matt Phillips                   |
| 11 | Drapeau de l'Indonésie                                | A     | Ole Romeny                      |
| 12 | Drapeau du pays de Galles                             | M     | Luke Harris (prêté par Fulham)  |
| 13 | Drapeau de l'Angleterre                               | G     | Simon Eastwood                  |
| 14 | Drapeau de la Belgique                                | M     | Brian De Keersmaecker           |
| 15 | Drapeau de l'Irlande du Nord (drapeau du Royaume-Uni) | D     | Brodie Spencer                  |
| 16 | Drapeau de la Slovénie                                | A     | Nik Prelec (prêté par Cagliari) |
| 17 | Drapeau de l'Angleterre                               | M     | Stanley Mills                   |

| No. | Nat.                                           | Position | Nom du joueur                                |
| --- | ---------------------------------------------- | -------- | -------------------------------------------- |
| 18  | Drapeau de l'Angleterre                        | M        | Louie Sibley                                 |
| 19  | Drapeau de l'Irlande                           | M        | Tyler Goodrham                               |
| 20  | Drapeau du pays de Galles                      | A        | Tom Bradshaw                                 |
| 21  | Drapeau de l'Angleterre                        | G        | Matt Ingram                                  |
| 22  | Drapeau de la Jamaïque                         | D        | Greg Leigh                                   |
| 23  | Drapeau de la Côte d'Ivoire                    | A        | Siriki Dembélé                               |
| 24  | Drapeau des Pays-Bas                           | D        | Hidde ter Avest                              |
| 26  | Drapeau de l'Angleterre                        | D        | Jack Currie                                  |
| 27  | Drapeau de l'Angleterre                        | A        | Will Lankshear (prêté par Tottenham Hotspur) |
| 28  | Drapeau de l'Indonésie                         | A        | Marselino Ferdinan                           |
| 30  | Drapeau de la république démocratique du Congo | D        | Peter Kioso                                  |
| 33  | Drapeau de l'Angleterre                        | G        | Jacob Knightbridge                           |
| 35  | Drapeau de l'Irlande                           | D        | James Golding                                |
| 36  | Drapeau de l'Angleterre                        | M        | Joshua Johnson                               |
| 39  | Drapeau de l'Angleterre                        | A        | Gatlin O'Donkor                              |
| 44  | Drapeau de l'Angleterre                        | M        | Owen Dale                                    |
| 45  | Drapeau de l'Irlande                           | D        | Stephan Negru                                |

## Anciens joueurs
- Joey Beauchamp
- Lee Bradbury
- Marco Gabbiadini
- Danny Hill
- Jonjoe Kenny
- John Lundstram
- Alex Matos
- Josh Murphy
- Ben Nelson
- Dane Scarlett
- Billy Hamilton
- Billy Simpson
- Anthony Forde
- Callum O'Dowda
- George Baldock
- Shandon Baptiste
- Michał Helik